# 단방향 거울

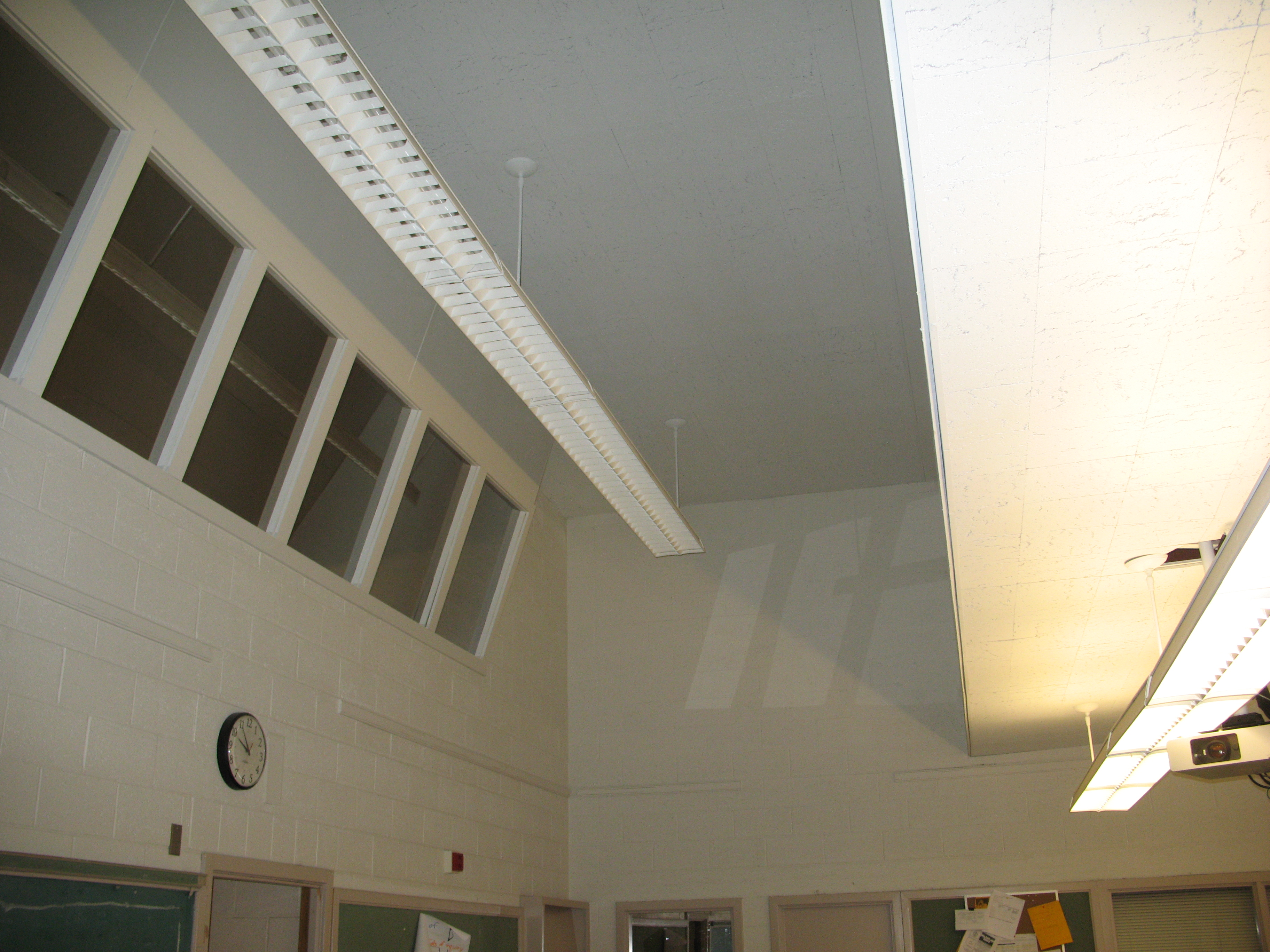
교실을 내려다보는 상층 전망대용 단방향 거울 (위스콘신 대학교-오클레어)

단방향 거울은 한쪽은 빛을 반사하고 다른 쪽은 빛을 통과시켜 투명하게 나타내는 거울을 말한다. 이러한 성질은 거울의 한쪽이 밝은 상태이고 다른 한 쪽이 어두울 때 나타난다. 이 환경에서, 어두운 쪽에서는 반대편을 볼 수 있지만 밝은 쪽에서는 반대편을 볼 수 없다.

## 원리

양쪽 방향 모두에서 대부분 밝은 면에 있는 사람이 보인다는 것을 보여주는 그림

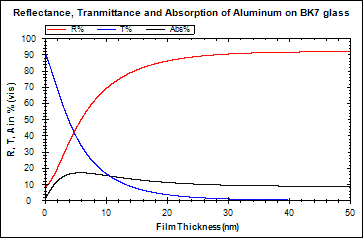
반사층의 두께를 조절하여 거울의 광학적 특성을 조정할 수 있다.

단방향 거울의 유리는 얇고 거의 투명한 금속 층(보통 알루미늄을 함유한 창문 필름 )으로 코팅되어 있거나 그 안에 들어있다. 이로 인해 단방향 거울의 표면에서 빛은 일부는 반사되고, 일부는 투과하게 된다. 빛은 항상 양방향으로 동일하게 전달되지만, 한쪽은 밝게 비추고 다른 쪽은 어둡게 유지하면 밝은 쪽에서는 어두운 면에서 들어오는 빛이 밝은 쪽에서 반사된 빛에 의해 가려지기 때문에 밝은 쪽에서는 어두운 쪽을 보는 것이 거의 불가능하다.

## 응용

텔레프롬프터에 사용되는 단방향 거울(4)

이러한 단방향 거울을 활용한 방들은 다음 사례들에서 사용된다.
- 처형실
- 실험심리학 연구
- 심문실
- 시장 조사
- 리얼리티 TV[2]
- 공공 장소의 보안 전망대

가끔 소형 단방향 거울들이 다음의 사례들에서 사용된다.
- 차량 및 건물의 저방사율 창문
- 카메라가 거울 인클로저에 숨겨져 있는 보안 카메라
- 무대 효과
- 텔레프롬프터 - 영화나 TV에서 말하는 사람이 카메라 바로 앞에 비춰진 대본을 읽을 수 있게 한다.
- 스마트미러(가상 거울)와 거울 TV
- Taito의 스페이스 인베이더와 같은 아케이드 비디오 게임

광학 기기에 사용되는 동일한 유형의 거울을 빔 분할기라고 하며 펠리클 거울과 동일한 원리로 작동한다. 부분적으로 투명한 거울은 파브리-페로 간섭계의 필수 구성 요소이기도 하다.

## 같이 보기
- 창문 필름